# Matilde Serao
Matilde Serao   (Patres, 7 de març de 1856 - Nàpols, 25 de juliol de 1927) va ser una novel·lista i periodista italiana d'origen grec. Va fundar i editar diversos diaris a Itàlia, particularment Il Mattino i va escriure diverses novel·les. Va ser nominada pel Premi Nobel de Literatura en quatre ocasions.
Destaquen especialment les obres de la seva primera etapa, influenciades pel verisme: Dal vero (1879), Il romanzo della fanciulla (1886), Storia di due anime (1904).